# Digraphie
En sociolinguistique, la digraphie fait référence à l'utilisation de plus d'un système d'écriture pour la même langue. On parle de digraphie synchronique lors de la coexistence de deux ou plusieurs systèmes d'écriture pour la même langue et de digraphie diachronique (ou séquentielle) quand un système d'écriture est remplacé à un certain moment par un autre pour une langue particulière.
Le serbe, s'écrit dans les deux alphabets cyrillique serbe et latin serbe (gajica) de Ljudevit Gaj que pratiquement tous les locuteurs de serbe peuvent lire et écrire. 
Le pendjabi utilise deux systèmes d'écriture différents : le gurmukhi, utilisée au Pendjab en Inde, et  le shahmukhi issu d'une modification de l'écriture perse nastaliq au Pakistan bien que la différence entre les deux parlers soit minime. 
Le konkani est transcrit dans pas moins de trois systèmes : devanagari, kannada et romain.
Le turc a remplacé en 1928 son écriture perso-arabe par un système d'écriture latine.
Dans l'Antiquité, la langue élamite a longtemps été écrite avec l'écriture élamite cunéiforme mais aussi pendant une période plus courte mais à cheval sur la première, avec l'écriture élamite linéaire. 
Le mongol a connu une digraphie diachronique avec le remplacement de l'écriture traditionnelle par le cyrillique (officiel de 1941 à 1990), puis une digraphie synchronique avec le retour de la première à partir de 1990.
La digraphie a des conséquences sur la planification linguistique (en), la politique linguistique et l'idéologie linguistique.

## Terminologie
Le terme « digraphie » tire son étymologie du grec di- (δι-) « deux fois » et -graphia (γραφία) « écriture ». Il a été modelé sur le modèle du terme diglossie qui désigne « la coexistence de deux variétés linguistiques au sein d'une certaine population », dérivé du grec diglossos δίγλωσσος « bilingue ».